# 3912 Troja
A 3912 Troja (ideiglenes jelöléssel 1988 SG) a Naprendszer kisbolygóövében található aszteroida. Eric Walter Elst fedezte fel 1988. szeptember 16-án.